# Добивна промишленост
Добивната промишленост е отрасъл на икономиката, включващ добива на полезни изкопаеми – твърди (въглища, руди и други минерали), течни (нефт) или газообразни (природен газ) суровини, намиращи се в земната кора.
Добивът на фосилни горива играе ключова роля в икономиката, тъй като произвежда основните източници на енергия, както и основни суровини за химическата промишленост. Той се разделя на два основни сектора – добив на нефт и природен газ и въгледобив. За разлика от останалите полезни изкопаеми, нефтът и природният газ не са твърди вещества, което дава възможност добивът им да се извършва със сондажи. За разлика от мините, сондажите могат да се изграждат и в морето, което позволява добивът на нефт и природен газ от континенталния шелф. Нефтът и природният газ се използват като гориво в енергетиката, а природният газ - и за отопление и битови нужди, както и като суровини за нефтопреработващата и други клонове на химическата промишленост, произвеждащи автомобилно гориво, пластмаси, изкуствени торове и други. Каменните въглища, добивани в открити или подземни мини, също се използват като гориво в енергетиката, както и в металургията.
Рудните полезни изкопаеми са минерали, съдържащи определени метали, които се добиват в открити или подземни мини. Обикновено концентрацията на желания метал в изкопавания материал е относително ниска, което налага допълнителната му обработка и води до значително количество остатъчни материали. Макар част от металите да се произвеждат чрез рециклиране, рудодобивът остава важен източник на суровини за металургията. Железните руди са източник за производството на най-произвеждания метал, желязото. Цветните метали се произвеждат от боксит, медна руда, хромова руда и други руди, съдържащи съответния метал. От някои руди, наричани полиметални, могат да се произвеждат по няколко метала. Към рудните полезни изкопаеми се отнасят и рудите на някои редки метали със специфично приложение, като рудите на благородните метали или урановата руда.
Нерудните полезни изкопаеми са материали, които не се използват за производството на метали. Сред тях в най-голямо количество се произвеждат т.нар. инертни материали, главно пясък, чакъл и трошен камък, използвани в конструкцията на пътища и други съоръжения, както и като компонент в състава на бетоните и асфалтобетоните. Нерудни полезни изкопаем са основната суровина за производство на цимент, вар, порцелан, керамика, стъкло. Някои скали се използват в строителството, като подови и стенни облицовки. В строителството се използва и гипсът.

## История
Счита се, че първичното рударство е възникнало през енеолита и се развива през бронзовата епоха с усъвършенстването на добива на метали и тяхното приложение в бита. В периода между 7-о и 5-о хилядолетие пр. Хр. е поставено началото на добива на мед, злато, калай, антимон, а около 1-во хилядолетие пр. Хр. и на желязо.
Данни за експлоатация на нефт и въглища има през Античността и Средновековието. От 20 век се добиват и радиоактивни руди. Находищата се разработват открито или чрез шахти; от 1-во хилядолетие пр. Хр. се прилага ръчно сондиране. Технологии за разработване на морското дъно (главно на шелфа) се въвеждат от 1950-те години.
В древността минни инструменти са каменни брадви и кремъчни кирки, по-късно – медни и бронзови, а от 1-во хилядолетие пр. Хр. – железни кирки и лопати. През Античността се появяват първите минни машини.

## Екология
Поради бързото и глобално разрастване на промишлеността множество находища са изчерпани. Търсят се начини за добив на руди от по-дълбоките земни недра и за по-широко използване на суровините от морското дъно.

## Минни технологии
Разработването на минни находища се извършва по 2 метода – чрез открита или подземна празнина. Подземните минни изработки от своя страна биват хоризонтални (галерия, щолня, травербан) и вертикални или наклонени (шахта, комин).